# Eresus sandaliatus
Eresus sandaliatus és una espècie d'aranya araneomorfa de la família dels erèsids (Eresidae). Fou descrita per primera vegada l'any 1778 per Martini & Goeze. Es troba principalment a Europa del Nord i Central. Com altres espècies del gènere Eresus, popularment se l'anomena ladybird spider (aranya marieta) a causa de la coloració del mascle similars a una marieta (coccinèl·lids).
E. sandaliatus és una de les tres espècies en les que s'ha dividit Eresus cinnaberinus o Eresus niger. E. sandaliatus és nativa a Europa central, des d'Anglaterra i el sud de Noruega fins al nord d'Itàlia.

## Descripció
El mascle generalment fa de 6 a 9 mil·límetres (una mica més petit que les altres espècies del conjunt E. cinnaberinus) i es caracteritza per un color taronja brillant amb quatre grans taques negres i dues de petites. Els pèls blancs mai són present al darrere, i les potes sempre tenen pèls vermells. Per contrast, les femelles fan de 10 a 16 mil·límetres i són de color negra atzabeja.

## Hàbits
Els mascles entren en l'etapa adulta a principis de setembre, i hibernen dins les seves teranyines. Al maig o al juny de l'any següent surten a buscar les femelles. El seu comportament és molt similar a les altres espècies del conjunt d' E. cinnaberinus. Després de la posta de 35-80 ous, les aranyes reben un líquid de la boca de la femella. Més tard, la femella sembla digerir el seu propi cos, que condueix a la seva mort uns dies més tard. Les aranyes després s'alimenten del cos de la mare. La primavera següent surten de la web i construeixen els seus propis nius a prop

## Conservació
Està classificada com a espècie en perill pel British Red Data Book i està protegida per la 1981 Wildlife and Countryside Act.
El 1993 es va calcular que hi havia només unes 50 exemplars a Gran Bretanya, principalment a causa de la manca d'un hàbitat apropiat. El 2000, tanmateix, el càlcul augmentà per damunt dels 600 exemplars, probablement a causa dels esforços del programa de recuperació de l'espècie a Gran Bretanya.